# Kiki (film 1931)
Kiki è un film del 1931 diretto da Sam Taylor, interpretato da Mary Pickford e Reginald Denny.
Adattato per lo schermo dallo stesso regista, il film si basa sul lavoro teatrale di André Picard (Parigi, 1920), una commedia francese che, tradotta in inglese, venne prodotta da David Belasco e presentata a Broadway il 29 novembre 1921 con Lenore Ulric nel ruolo di Kiki.
La commedia diede spunto a diversi adattamenti cinematografici, il primo dei quali fu un Kiki del 1926 interpretato da Norma Talmadge. Nel 1934, ne fu girata una versione italiana sempre con lo stesso titolo, diretta da Raffaello Matarazzo.
Come la maggior parte delle pellicole dell'epoca, il film - ambientato nel mondo di Broadway - proponeva dei numeri musicali. Le danze dello spettacolo furono coreografate dal massimo maestro del genere, il grande Busby Berkeley su musiche composte e dirette da Alfred Newman.

## Trama
Prima del debutto dell'ultimo lavoro teatrale prodotto dalla Randall's Revue, il produttore Victor Randall e la sua ex moglie Paulette Vaile, diva del palcoscenico, litigano furiosamente, mentre il loro amico Bunson cerca di fare da paciere anche per evitare danni allo spettacolo. Mentre Paulette flirta con Eddie, il suo nuovo fidanzato, Victor - che ama ancora la moglie - si trova alle prese con Kiki, una delle ragazze del corpo di ballo che lui vorrebbe licenziare ma che riesce, invece, quasi a tramortirlo con le sue chiacchiere. Quella sera, durante la recita, la presenza di Victor distrae Kiki, innamorata del produttore, portandola a combinare dei guai in scena che divertono il pubblico ma che fanno infuriare gli altri attori. Alla fine dello spettacolo, Paulette schiaffeggia Kiki, insistendo nel chiedere il suo licenziamento. Victor invita Kiki a casa sua, nel tentativo di sedurla. Lei si sottrae alle avances chiudendosi in camera da letto. Il giorno seguente, Kiki distrugge una lettera di Paulette a Victor: la ragazza vuole, in questo modo, allontanare i due ex coniugi, impedendo una loro riconciliazione. Impiantata in casa del produttore, Kiki non se ne vuole andare, nonostante i tentativi dell'uomo di farla sloggiare. Victor, scopre poi che Paulette gli ha scritto delle lettere che non gli sono mai arrivate perché sono state tutte intercettate da Kiki. Rendendosi conto che Paulette non va bene per lui, Victor è grato a Kiki perché lo ha aiutato a superare le sue debolezze nei confronti dell'ex moglie. Ma la ragazza, avendo sorpreso una sua telefonata a Paulette, comincia a dubitare della sua strategia. Giunge perfino a minacciare Paulette, dicendo che lei è pronta a ucciderla se incontrerà ancora l'ex marito.
La ragazza poi finge di cadere in stato catatonico, con il medico che vieta di spostarla. Il suo stratagemma provoca lo sgomento di Victor che ha appena ricevuto la visita inaspettata di una Paulette tutta dolce che gli prospetta una fuga romantica insieme. Il suo tono, però, finisce per irritare l'uomo che, sempre più sedotto dalla bellezza di Kiki, respinge la moglie, rendendosi conto di essersi innamorato di quella pazzerella che lo ha ormai stregato.

## Produzione
Il film fu prodotto dalla Sam Taylor Productions per la Feature Productions.

## Distribuzione
Distribuito dalla United Artists, il film - presentato da Joseph M. Schenck - uscì nelle sale cinematografiche statunitensi il 14 marzo 1931.